# Signatur (Satz)
| Details                                                                                       | Abmessungen                                                              |
| --------------------------------------------------------------------------------------------- | ------------------------------------------------------------------------ |
| 1. Punze 2. Schriftbild 3. Fleisch 4. Konus 5. Achselfläche 6. Kegel 7. Signatur 8. Gießrille | a Kopf b Schulterhöhe a+b Schrifthöhe c Dickte d Kegelstärke / Kegelhöhe |

Druckletter (Schema)

Im Bleisatz hat jeder Bleibuchstabe eine Signatur oder Kerbe (Kerbchen). Diese Kerbe ist bei einem Schriftschnitt in derselben Schriftgröße immer an derselben Position.
Die Signatur dient dem Schriftsetzer zur Erkennung des richtigen Setzens im Winkelhaken. Liegen alle Signaturen der einzelnen Lettern auf einer fortlaufenden parallelen Achse, so sind alle Buchstaben korrekt (also leserichtig, nicht einzelne Lettern auf den Kopf gedreht) gesetzt worden. Außerdem zeigen die gleichen Signaturen, dass keine Letter einer anderen Schrift oder einer anderen Schriftgröße auf derselben Kegelhöhe (Zwiebelfisch) verwendet wurde. Anschließend kann die nächste Zeile in den Winkelhaken gesetzt oder die Zeile(n) im Winkelhaken ausgehoben und auf dem Setzschiff abgestellt werden.